# Fazenda Pau d'Alho (Campinas)
A Fazenda Pau d'Alho é uma antiga propriedade rural da região de Campinas, localizada no quilômetro 118,5 da Rodovia Campinas-Mogi-Mirim (SP-340), antiga "Estrada de Goiás".

## História

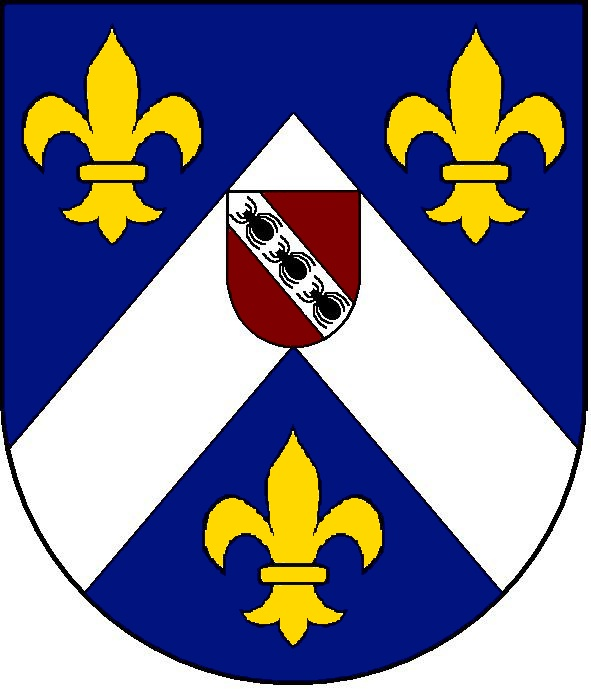
Armas do Barão de Anhumas, as mesmas da Família Aranha

Era um engenho de cana-de-açúcar, como a maioria das propriedades na região, e tornou-se uma grande produtora de café em meados do século XIX.
A fazenda originou-se do fracionamento da Sesmaria de Antônio Benedito de Cerqueira César, que também originou as fazendas Anhumas e Santa Cândida. Essa sesmaria foi concedida em 1788, na estrada de Goiás, no bairro de Anhumas, onde "o proprietário havia adquirido os direitos de posse" de Pedro José Batista, de Antônio Bicudo e de Ana Teles Moreira. Antônio Benedito de Cerqueira César "aí fundou o seu engenho", em 1796, confrontando com João Correia Bueno e Antônio Ferraz de Campos.
Falecendo em 1828, Cerqueira César deixou as terras da sesmaria para seu filho Antônio Benedito de Cerqueira Leite, que foi pai, entre outros, do senador Francisco Glicério, do coronel Júlio César de Cerqueira Leite, de Leão Cerqueira, Jorge Ludgero de Cerqueira Miranda e de Elói Cerqueira. A viúva de Cerqueira César, Anna Jacinta do Amaral vendeu a propriedade a Manuel Leite de Barros, cuja viúva, Cândida da Rocha Ferraz, em 1874, dividiu a sesmaria em três fazendas: Anhumas, Pau d'Alho e Santa Cândida.
A família Cerqueira César, descendente de um dos beneficiados, vendeu-a para a família Aranha, na pessoa do patriarca,  o comendador Manuel Carlos Aranha, (a partir de 1889, Barão de Anhumas), proprietário da vizinha Fazenda Tanquinho, (mais tarde Fazenda Santa Maria), considerado um dos fazendeiros mais ricos da região, interessado em expandir o cultivo de café.
Em 1885, a Fazenda Pau d'Alho já pertencia ao comendador Manuel Carlos Aranha, (futuro barão de Anhumas), possuindo trezentos mil pés de café, com máquinas de benefício e terreiros pavimentados de tijolos. Tamanha era a riqueza produzida que o Diário de Campinas, em 11 de dezembro de 1885, noticiava que "o comendador Manuel Carlos Aranha acabava de contratar professor para seus escravos menores".
O Solar, a chamada 'parte alta', foi a primeira construção executada em Campinas pelo escritório do engenheiro e arquiteto Ramos de Azevedo, conforme afirma o historiador campineiro Celso Maria de Mello Pupo, sendo que esta parte social da sede da fazenda (salas de estar, de refeições, ala íntima e algumas alcovas) foi projetada pelo engenheiro, com utilização de tijolos feitos na propriedade, com o monograma das iniciais de seu proprietário, BA, além de madeiras de lei e materiais importados. Os outros dezesseis aposentos que compunham a ala anterior a esta construção, são diferenciados pela técnica empregada na construção (taipa).
Em 1894 morreu Manuel Carlos Aranha em sua residência de São Paulo, não mais na rua do Rosário (atual Avenida Francisco Glicério), em Campinas, de onde se mudou, para a capital de São Paulo, como a maioria dos fazendeiros da região, por causa da epidemia de febre amarela. Foi proprietário por nove anos da Pau d'Alho, onde passava temporadas para gerir os negócios, assim como para descanso de familiares.
Em 1900 registrou-se a Pau d'Alho como pertencente a Blandina Augusta de Queirós Aranha, baronesa consorte de Anhumas, filha de José Pereira de Queirós e Escolástica Saturnina de Moraes Jordão, e sobrinha do barão de Jundiaí, Antônio de Queirós Teles, com a produção de catorze mil arrobas de café. Em 1914, aparece com a mesma proprietária, com quinhentos alqueires de terra e quinhentos e dezessete mil pés de café. A baronesa também declara nesse ano a propriedade da Fazenda Santa Maria, (antiga Fazenda Tanquinho), com 500 alqueires, herdada posteriormente por seu filho José de Queirós Aranha, casado com sua prima irmã Maria Egídio de Sousa Aranha, filha do tenente coronel José Egídio de Sousa Aranha e de Antônia Flora de Queirós Aranha (irmã da baronesa de Anhumas).
Em 1928 com a morte da baronesa de Anhumas em São Paulo, onde residia, e tendo sido proprietária por 43 anos da fazenda, a propriedade foi herdada por sua filha Ana Blandina de Queiroz Aranha de Arruda Botelho, casada com José Estanislau de Arruda Botelho (filho do coronel Antônio Carlos de Arruda Botelho, Conde do Pinhal e  Ana Carolina de Melo Franco Oliveira, filha do visconde de Rio Claro), tendo o casal alternadamente residido na propriedade e enfrentado graves crises, como a crise cafeeira em 1929, quando a área da fazenda foi bastante reduzida.
Em 1932, com o falecimento de seu pai, José Estanislau de Arruda Botelho, e, em 1942, com o de sua mãe Ana Blandina de Queiroz Aranha de Arruda Botelho, e ainda com a morte de sua irmã Maria de Lourdes Aranha de Arruda Botelho, a propriedade passou por herança à filha Renata Cecília Aranha de Arruda Botelho Sanchez, casada com Antônio Maria Justo Moneva Sanchez, residente no Rio de Janeiro (pais de José Estanislau de Arruda Botelho Sanchez, o Jica, e de Marina de Arruda Botelho Sanchez).
Em 1944 Renata Cecília Aranha de Arruda Botelho Sanchez a vendeu a um de seus primos, Manoel Carlos Aranha, neto (Carlito Aranha), que nunca teve filhos e que era já proprietário da Fazenda Rio da Prata por herança de seu pai, Luís Augusto de Queiroz Aranha, fazenda-modelo à qual se dedicava, mesmo residindo em São Paulo.
Em 1948, Carlito Aranha, casado com sua prima Maria Catarina da Silva Prado (filha de Luís da Silva Prado e de Eudóxia da Cunha Bueno, neta paterna do conselheiro Antônio da Silva Prado), que, sendo dedicado a vários outros afazeres, vendeu a sede, com a área envoltória de setenta e oito alqueires, saindo então a fazenda da família Aranha, da aristocracia cafeeira, e passando à família Dutilh de imigrantes holandeses, que comprou a fazenda e passou a criar gado holandês e a produzir leite.
Funcionou na fazenda, até o ano de 1990, uma escola municipal com os quatro primeiros anos do ensino fundamental. Nas décadas de 1960 e 1970 funcionou um ambulatório médico e dentário. Em 1992 foi encerrada a criação de gado, com início do cultivo de grãos, como milho e girassol.
Na década de 1970, parte de suas terras foi vendida à Telecomunicações Brasileiras S/A (Telebrás) e à ABC XTAL Microeletrônica S/A.
Tornou-se espremida entre o polo de alta tecnologia, a rodovia SP-340 (Campinas-Mogi Mirim), a mancha urbana de Campinas e a poluição do córrego Anhumas.
O casarão de 1.000 m² possui janelões, portas com bandeiras com vantagem da iluminação, portas de madeira importada, assim como a madeira de seu assoalho.
Em 2004, a fazenda foi reformada, sendo a parte construída pelo Escritório de Ramos de Azevedo bem como a antiga, de taipa, unificadas pela pintura (não mais em branco com janelas azuis esmaecidas, como de época, mas em tons fortes de amarelo com janelas em azul), e adaptada pela "Casa Cor" para sua exposição de decoração na cidade de Campinas do ano.
Duas cópias estilizadas e modificadas quanto ao formato, cores e símbolos, do Brasão da Família Aranha, antiga proprietária (e que não correspondem à veracidade heráldica), foram na ocasião da exposição, instaladas, no rés do chão do terraço da entrada.
Em 2010 iniciou-se um programa de visitas de escolas, com grupos de atores apresentando a história da fazenda, com aspectos da edificação e ecologia.
A propriedade reúne cerca de sete mil metros de pátios, jardins,  capela e antigas senzalas. Não conserva mobiliário de época. Se transformou em um local comercial de eventos diversos, pelos posteriores proprietários, até o ano de 2011.
O Ribeirão Anhumas passa a cerca de 15 metros de distância da casa-grande. As árvores que emprestaram o nome da fazenda continuam a exalar o cheiro de alho pela propriedade.